# Trypetisoma major
Trypetisoma major är en tvåvingeart som först beskrevs av Malloch 1929.  Trypetisoma major ingår i släktet Trypetisoma och familjen lövflugor. Inga underarter finns listade i Catalogue of Life.